# Drew Doughty
Drew Doughty (* 8. Dezember 1989 in London, Ontario) ist ein kanadischer Eishockeyspieler portugiesischer Herkunft. Der Verteidiger steht seit 2008 bei den Los Angeles Kings in der National Hockey League unter Vertrag, die ihn im NHL Entry Draft 2008 an zweiter Position ausgewählt hatten. Mit den Kings gewann er 2012 und 2014 den Stanley Cup, während er persönlich im Jahre 2016 mit der James Norris Memorial Trophy als bester Abwehrspieler der Liga ausgezeichnet wurde. Zudem wurde er mit der kanadischen Nationalmannschaft bei den Winterspielen 2010 und 2014 Olympiasieger.

## Karriere
Drew Doughty begann seine Karriere 2004 bei den London Junior Knights in der Altersklasse der unter 16-jährigen der Minor Hockey Alliance of Ontario (MHAO). Im Jahr darauf wechselte er zu den Guelph Storm in die Juniorenliga OHL, nachdem sie ihn im OHL Priority Selection Draft an fünfter Position ausgewählt hatten. Doughty entwickelte sich gleich in seinem ersten Jahr zum besten Verteidiger seiner Mannschaft, mit der er bis ins Conference-Finale der Playoffs einzog und er in den 14 Playoff-Spielen 13 Tore vorbereitete.
2006/07 stieg Doughty zu den besten Offensiv-Verteidigern der Liga auf, war Topscorer seiner Mannschaft mit 74 Punkten in 67 Spielen und belegte in der Rangliste der punktbesten Verteidiger der OHL den zweiten Platz. Doch trotz seiner guten Leistungen scheiterten die Guelph Storm bereits in der ersten Runde der Playoffs.
Im April 2007 nahm er mit der kanadischen Nationalmannschaft an der U18-Junioren-Weltmeisterschaft teil, wo sie allerdings im Halbfinale scheiterten und auch das Spiel um die Bronzemedaille verloren. Fünf Monate später stand er in einer kanadischen U20-Auswahl, die in der acht Spiele dauernden Super Series gegen eine russische Mannschaft der gleichen Altersgruppe antrat. Kanada konnte die Serie schließlich mit sieben Siegen und einem Unentschieden für sich entscheiden.
Auch in der Saison 2007/08 führte er die Verteidiger der Guelph Storm an und nahm an der U20-Junioren-Weltmeisterschaft teil. Mit dem kanadischen Nationalteam gewann er die Goldmedaille und wurde zum besten Verteidiger des WM-Turniers gewählt. In der OHL zeigte er wieder sehr gute Leistungen, erzielte in 58 Ligaspielen 13 Tore und 37 Assists und wurde mit der Max Kaminsky Trophy als bester Verteidiger der Liga ausgezeichnet.
Nach der Saison fand der NHL Entry Draft 2008 statt und er wurde von den Los Angeles Kings in der ersten Runde an zweiter Stelle ausgewählt, nachdem die Scouts der NHL ihn bereits in ihrer Rangliste auf dem zweiten Platz der talentiertesten nordamerikanischen Spieler des Jahrgangs geführt hatten. Am 11. August 2008 unterschrieb Doughty schließlich seinen ersten Dreijahresvertrag bei den Kings und konnte sich direkt im NHL-Kader für einen Stammplatz empfehlen.
Bereits in der Saison 2008/09 erspielte er sich einen Stammplatz bei den Kings und stand in 81 Spielen im Einsatz, schoss 6 Tore, gab 21 Torvorlagen und sammelte 27 Punkte. Das Team schaffte allerdings nicht den Sprung in die Playoffs. In der Saison 2009/10 verpasste er kein einziges Spiel der Los Angeles Kings und übertraf seine Vorjahreswerte. Doughty schoss 16 Tore, gab 43 Torvorlagen und sammelte 59 Punkte. Er schaffte mit dem Team den Sprung in die Playoffs, verlor allerdings in der ersten Runde in sechs Spielen gegen die Vancouver Canucks. Doughty wurde nach Saisonende ins NHL Second All-Star Team gewählt.
Anschließend gewann der Kanadier mit den Kings in den Playoffs 2012 und 2014 den Stanley Cup. Zugleich etablierte er sich als einer der besten Abwehrspieler der Liga, so wurde er im Jahre 2016 mit der James Norris Memorial Trophy ausgezeichnet sowie 2016 und 2018 ins NHL First All-Star Team berufen. In der Folge unterzeichnete er im Juni 2018 einen neuen Achtjahresvertrag in Los Angeles, der ihm mit Beginn der Saison 2019/20 ein durchschnittliches Jahresgehalt von 11 Millionen US-Dollar einbringen soll. Zum Zeitpunkt der Unterschrift wäre er damit ab 2019 der bestbezahlte Verteidiger der NHL gewesen. Anschließend wurde er in dieser Beziehung nur von Erik Karlsson (11,5 Mio.) übertroffen.
Während der Saison 2019/20 verzeichnete der Kanadier zudem seinen 495. Scorerpunkt im Trikot der Kings, mehr als jeder andere Verteidiger in der Franchise-Geschichte. In dieser Beziehung überholte er Rob Blake (494). Im Januar 2022 bestritt er dann seine 1000. NHL-Partie, wobei er zum fünften Spieler und ersten Abwehrspieler wurde, dem dies für LA gelang.

### International
Bei den Olympischen Winterspielen 2010 gewann er mit dem Team Kanada die Goldmedaille. Auch bei den Olympischen Winterspielen 2014 wurde er mit der kanadischen Nationalmannschaft Olympiasieger und wurde dabei ins All-Star-Team des Turniers berufen. Ferner vertrat er sein Heimatland beim World Cup of Hockey 2016 und gewann mit dem Team auch dort die Goldmedaille.

## Erfolge und Auszeichnungen
| - 2006 OHL First All-Rookie Team - 2006 CHL All-Rookie Team - 2007 OHL First All-Star Team - 2008 Teilnahme am CHL Top Prospects Game - 2008 Max Kaminsky Trophy - 2008 OHL First All-Star Team - 2008 CHL First All-Star Team - 2009 Teilnahme am NHL YoungStars Game - 2009 NHL All-Rookie Team - 2010 NHL Second All-Star Team - 2012 Stanley-Cup-Gewinn mit den Los Angeles Kings | - 2014 Stanley-Cup-Gewinn mit den Los Angeles Kings - 2015 Teilnahme am NHL All-Star Game - 2015 NHL Second All-Star Team - 2016 Teilnahme am NHL All-Star Game - 2016 James Norris Memorial Trophy - 2016 NHL First All-Star Team - 2017 Teilnahme am NHL All-Star Game - 2018 Teilnahme am NHL All-Star Game - 2018 NHL First All-Star Team - 2019 Teilnahme am NHL All-Star Game |

### International
| - 2008 Goldmedaille bei der U20-Junioren-Weltmeisterschaft - 2008 Bester Verteidiger der U20-Junioren-Weltmeisterschaft - 2008 All-Star-Team der U20-Junioren-Weltmeisterschaft - 2009 Silbermedaille bei der Weltmeisterschaft - 2010 Goldmedaille bei den Olympischen Winterspielen | - 2014 Goldmedaille bei den Olympischen Winterspielen - 2014 All-Star-Team der Olympischen Winterspiele - 2016 Goldmedaille beim World Cup of Hockey - 2025 Gewinn des 4 Nations Face-Off |

## Karrierestatistik
Stand: Ende der Saison 2024/25

### International
Vertrat Kanada bei:
| - U18-Junioren-Weltmeisterschaft 2007 - Super Series 2007 - U20-Junioren-Weltmeisterschaft 2008 - Weltmeisterschaft 2009 | - Olympischen Winterspielen 2010 - Olympischen Winterspielen 2014 - World Cup of Hockey 2016 - 4 Nations Face-Off 2025 |

(Legende zur Spielerstatistik: Sp oder GP = absolvierte Spiele; T oder G = erzielte Tore; V oder A = erzielte Assists; Pkt oder Pts = erzielte Scorerpunkte; SM oder PIM = erhaltene Strafminuten; +/− = Plus/Minus-Bilanz; PP = erzielte Überzahltore; SH = erzielte Unterzahltore; GW = erzielte Siegtore; 1 Play-downs/Relegation; Kursiv: Statistik nicht vollständig)